# Luigi Pavanati
Luigi Pavanati (Cannobio, 22 giugno 1915 – Venezia, 15 agosto 1977) è stato uno scultore italiano.

## Biografia
Pittore e scultore veneziano vissuto nel '900. Nasce a Cannobio (VB) il 22 giugno 1915 da Mariano Pavanati, un fabbro di origini chioggiotte, e da Domenica Valsecchi, casalinga, originaria di Menaggio, sul lago di Como. All'età di 4 anni si trasferisce a Venezia con i genitori e la sorella maggiore Jole.
Dimostra fin da giovane propensione e buone capacità nel campo delle arti figurative, ed un amico di famiglia, visti alcuni suoi disegni, esorta il padre ad indirizzare il ragazzo verso gli studi artistici.
Frequenta l'Istituto d'Arte di Venezia e, successivamente, l'Accademia delle Belle Arti, sempre a Venezia. Qui entra a far parte della scuola di Arturo Martini, e, nel secondo dopoguerra, del gruppo degli artisti di Ca' Pesaro, l'istituzione veneziana rivolta alla valorizzazione dei giovani artisti che faceva capo all'Opera Bevilacqua La Masa.
Dopo gli anni difficili del ventennio fascista e del secondo conflitto mondiale, Venezia si mostra centro propulsore di rinascita culturale e punto di riferimento per tutta l'arte italiana, e Pavanati ne diventa espressione ed agente attivo, assieme ad altri artisti del panorama veneziano di quell'epoca come Guidi, Varagnolo, Morandis, Romanelli, Turcato, De Toffoli, De Luigi, Vedova, Pizzinato, Barbisan e molti altri.
Partecipa con le proprie opere a numerose collettive indette dall'Opera Bevilacqua La Masa dal 1947 in poi, a diverse Biennali d'Arte di Venezia e, dal 1951 al 1966 alla Quadriennale Nazionale d'Arte di Roma. Negli anni '50 inizia la docenza di Plastica e Scultura presso l'Istituto Statale d'Arte ai Carmini di Venezia. Si sposa nel 1956 con Wilma Bognolo, insegnante ed artista anch'essa, da cui ha due figli. La sua attività si divide da allora tra un'intensa produzione artistica e l'insegnamento.
Muore nel 1977 all'età di 62 anni ed è sepolto nel cimitero di S. Michele a Venezia.